# Tonight's the Night (Neil Young)
| Recensione       | Giudizio       |
| ---------------- | -------------- |
| AllMusic         |                |
| Ondarock         | Pietra Miliare |
| Rolling Stone    |                |
| Piero Scaruffi   |                |
| Robert Christgau | A              |

(Neil Young, 1975)
Tonight's the Night è un album discografico del musicista canadese Neil Young pubblicato nel 1975 dalla Reprise Records, anche se registrato nell'estate 1973. È considerato l'atto finale della cosiddetta "Trilogia del dolore", iniziata con Time Fades Away e proseguita con On the Beach (uscito l'anno prima). A causa della tetraggine degli argomenti trattati nell'album, la casa discografica e lo stesso Young ne ritardarono l'uscita dopo il basso riscontro commerciale di Time Fades Away. Dall'album non venne estratto nessun singolo.
Nel 2003 la rivista Rolling Stone l'ha inserito al 331º posto della sua lista dei 500 migliori album di sempre.

## Descrizione
È un disco scurissimo sin dalla scarna copertina in bianco e nero (opera del fotografo Gijsbert Hanekroot), pieno di canto straziato e dolore, ai limiti del pianto, segnato da ossessione e soprattutto dalla stanchezza. È dedicato a due persone scomparse, cari amici di Neil, entrambi morti per droga. Il primo è il roadie Bruce Berry, protagonista delle due title track (la parte seconda è quasi uguale alla prima, come se la stanchezza avesse preso il sopravvento). Il secondo è Danny Whitten, membro dei Crazy Horse, ricordato con il blues vivace di Come on Baby Let's Go Downtown, in cui Whitten canta (live al Fillmore East di New York City il 7 marzo 1970), e che qui acquista un tragico significato commemorativo. Nella copertina posteriore dell'album, compare una foto della sala prove con i membri del gruppo, ognuno con il proprio nome scritto sotto. Neil Young arriva al punto di mettere il nome di Danny Whitten, in un angolo della sala dove non c'è nessuno.
Più che "dedicato", il disco è letteralmente dominato dalle figure dei due amici scomparsi, e ancor più dal rimpianto personale di Neil, che si autoattribuiva responsabilità personali per non aver fatto nulla per i due. Entrambi infatti erano stati cacciati a causa della loro dipendenza dall'eroina.
La prima stampa del vinile aveva in allegato un volantino con foto assortite opera di Joel Bernstein, tra cui anche un'immagine di Roy Orbison, e la riproduzione di un articolo in lingua olandese preso da una rivista che recensiva un concerto di Young e compagni al Rainbow Theatre di Londra. Nelle lunghe note interne dell'album, redatte da Young nelle vesti del personaggio fittizio "Waterface", egli sembra volersi scusare della morbosità e dell'atmosfera deprimente dell'opera scrivendo: «I'm sorry. You don't know these people. This means nothing to you» ("Mi dispiace. Voi non conoscete queste persone. Questo per voi non significa nulla").

### Origine e storia
Reduce dal disastroso tour di Time Fades Away, nell'estate del 1973 Young si reca alle Hawaii per una vacanza insieme a David Crosby, Stephen Stills e Graham Nash. Proprio lì giunge come un fulmine a ciel sereno la ferale notizia della morte di Bruce Berry a causa di un'overdose di eroina. Unita al dolore provato per la recente scomparsa di Danny Whitten (sempre per droga), la notizia sconvolge emotivamente Young che, con l'aiuto del produttore David Briggs, riunisce i restanti membri dei Crazy Horse (Billy Talbot e Ralph Molina) con l'aggiunta di Ben Keith e Nils Lofgren per chiudersi in studio di registrazione. Briggs sceglie una sala prove ricavata dal retro di un garage, lo Studio Instrument Rentals a Hollywood, California.

### Registrazione

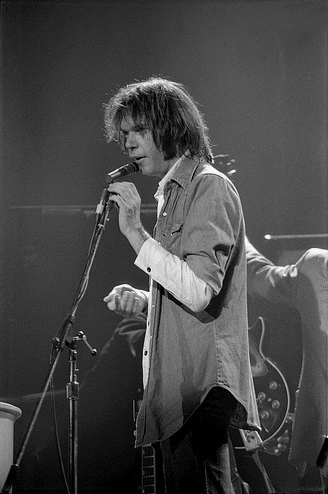
Neil Young in concerto ad Austin, Texas il 9 novembre del 1976

Per la registrazione dell'album, a fine agosto primi di settembre '73, Neil Young convocava il gruppo nel tardo pomeriggio, poi tutti giocavano a biliardo bevendo grandi quantità di tequila, ed infine iniziavano le prove che andavano avanti per ore ed ore, finché andava a finire che le registrazioni vere e proprie iniziavano a notte fonda, quasi all'alba. Il risultato di tutto ciò è una vera e propria "cappa" che avvolge il disco intero, creando un'atmosfera cupa, dalla quale non traspare la minima speranza, avvolgendo la voce incerta di Young che in alcuni punti suona decisamente stonata ed ubriaca. Tutto è morte, dolore, inutilità delle cose e dell'umano agire (questo forse è un altro motivo per cui la Reprise non era troppo convinta di Tonight's the Night e ne ritardò l'uscita). 
(Neil Young)
 Il 26 agosto vengono incise ben cinque canzoni ispirate a Bruce Berry: Tonight's the Night, Tired Eyes, Speakin' Out, Mellow My Mind, e World on a String.
Appaiono melodie malinconiche e stranianti, con l'armonica che pare fiaccarsi, ma ogni tanto spuntano chitarre taglienti. La ricerca della solitudine, in contrapposizione ai colleghi che si crogiolano nel successo, emerge in Roll Another Number (For the Road) e World on a String, dove l'artista dice che "sono lontani i tempi del festival di Woodstock" prendendo definitivamente le distanze dal movimento hippie. Borrowed Tune, registrata in completa solitudine da Young il giorno prima dell'inizio delle sedute, ruba la melodia a Lady Jane dei Rolling Stones, come si evince dal titolo e da una strofa: «I'm singin' this borrowed tune/ I took from the Rolling Stones/ alone in this empty room/ too wasted to write my own» ("Sto cantando questo pezzo preso in prestito/ l'ho preso dai Rolling Stones/ da solo in questa stanza vuota/ troppo devastato per scriverne uno mio"). Incisi nove brani, Young mette da parte il tutto in vista di una pubblicazione futura.
È Briggs ad occuparsi del missaggio delle varie tracce, aggiungendo ai nove brani finora ultimati anche Bad Fog of Loneliness, Walk On, e Winterlong incise il 5 febbraio 1974. Però Neil Young non è convinto della versione approntata da Briggs e accantona il progetto per dedicarsi alla registrazione di un album doppio intitolato Homegrown (che verrà pubblicato solo nel 2020).

Elliot Roberts, il manager di Young, ripesca i nastri di Tonight's the Night dall'oblio, trova tre canzoni più adatte da inserirvi eliminando le tracce aggiunte da Briggs. I nuovi brani selezionati sono Lookout Joe (uno scarto dalle sessioni per Harvest del 1971), la già citata Borrowed Tune, e Come on Baby Let's Go Downtown con il defunto Whitten alla voce, il brano più vecchio risalente ad un concerto del 1970. È questa la versione che viene infine pubblicata con l'approvazione finale di Young (e con grande disappunto di Briggs). Così il musicista rievocò la gestazione della pubblicazione dell'album in una intervista rilasciata a Cameron Crowe di Rolling Stone: 
(Neil Young, 1975)

### Pubblicazione ed accoglienza
L'album, che all'epoca della sua pubblicazione (25º posto nella classifica Billboard 200) rappresentò il nadir commerciale di Neil Young, è probabilmente uno dei dischi che nella storia della musica moderna è stato più rivalutato anni dopo la sua uscita. È considerato seminale per molti generi a venire come il lo-fi rock, il punk, e il grunge, e ritenuto fonte di ispirazione per numerosi gruppi (Built to Spill, Dinosaur Jr., ecc...). Albuquerque è ritenuta la canzone capostipite dello slowcore rock. Nonostante la produzione volutamente scadente, molti lo considerano fra i capolavori di Neil Young, perfetto affresco di un artista solitario e triste. Da alcuni è ritenuto il primo concept album sul dolore della storia del rock.

## Tracce

### LP
Lato A
Testi e musiche di Neil Young, eccetto dove indicato.
1. Tonight's the Night – 4:39
2. Speakin' Out – 4:56
3. World on a String – 2:27
4. Borrowed Tune (basata sulla melodia di Lady Jane di Jagger/Richards) – 3:26
5. Come on Baby Let's Go Downtown – 3:35 (Danny Whitten, Neil Young)
6. Mellow My Mind – 3:07

Lato B
Testi e musiche di Neil Young.
1. Roll Another Number (For the Road) – 3:02
2. Albuquerque – 4:02
3. New Mama – 2:11
4. Lookout Joe – 3:57
5. Tired Eyes – 4:38
6. Tonight's the Night - Part II – 4:52

## Formazione
Neil Young & The Santa Monica Flyers
- Neil Young: voce, piano, chitarra, armonica a bocca
- Billy Talbot: basso
- Ralph Molina: batteria, voce
- Ben Keith: chitarra, voce
- Nils Lofgren: chitarra, piano, voce
- George Whitsell: voce

Come on Baby Let's Go Downtown:
Neil Young & Crazy Horse
- Neil Young: chitarra, voce
- Danny Whitten: chitarra, voce
- Billy Talbot: basso
- Ralph Molina: batteria, voce
- Jack Nitzsche: piano elettrico

Lookout Joe:
Neil Young & The Stray Gators
- Neil Young: chitarra, armonica, voce
- Ben Keith: chitarra, voce
- Kenny Buttrey: batteria
- Tim Drummond: basso
- Jack Nitzsche: piano